# Moretum

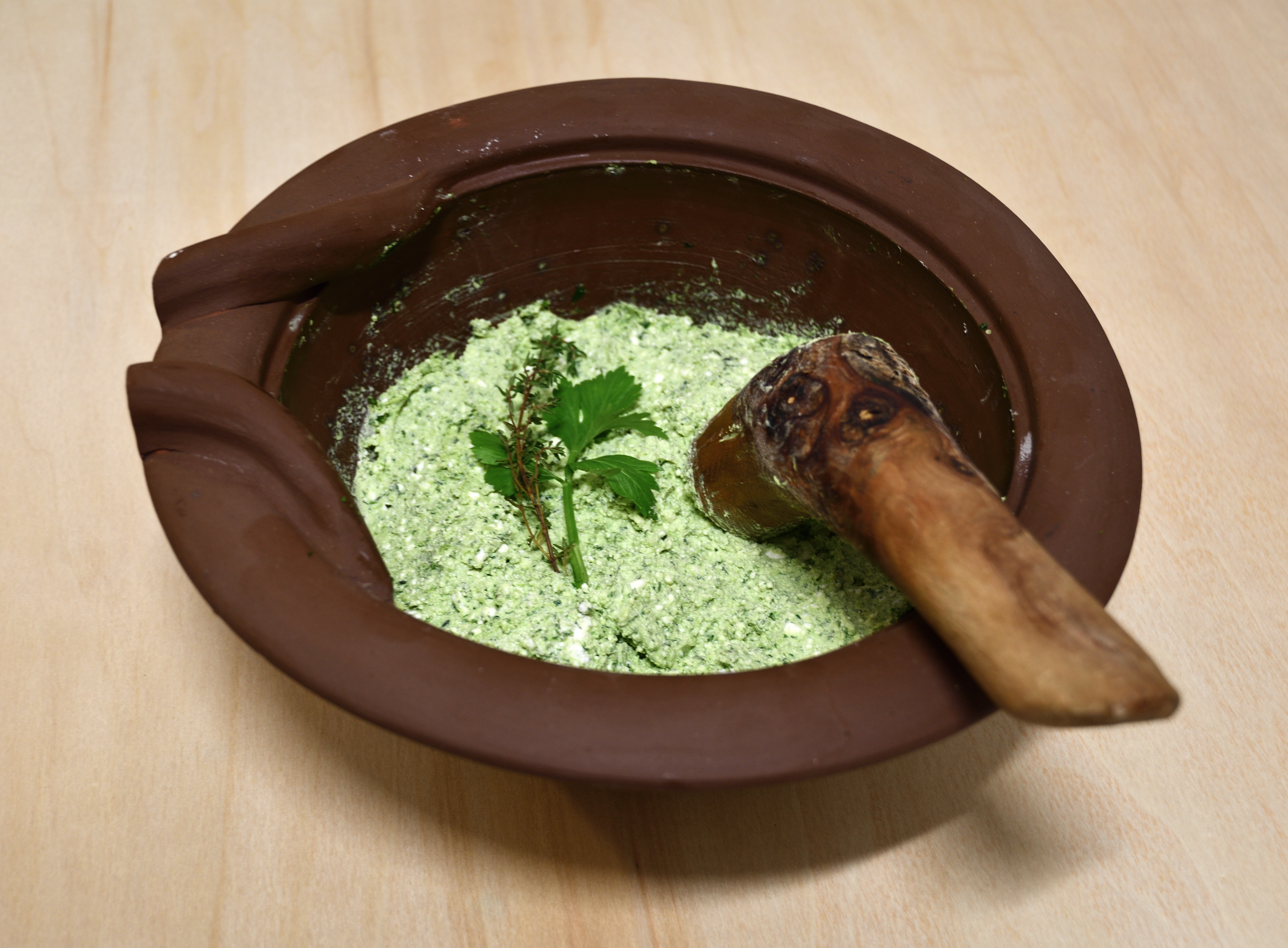
Moretum en un morter.

El moretum és una menja tradicional que era servida com acompanyament d'alguns dels plats de l'antiga Roma. Consisteix en una mena de condiment o salsa que es fa en un morter, d'on pren el nom.
A l'Appendix Vergiliana, obra que s'atribueix a Virgili, es diu que els ingredients del moretum són herbes aromàtiques, all, formatge, vinagre, olis d'oliva i sal, i es descriu la preparació.
També és citat a l'obra De re rustica de Columel·la, al llibre XII.